# Seongnam
Seongnam is een stad in Zuid-Koreaanse provincie Gyeonggi-do.
Bij de volkstelling van 2020 telde de stad 922.025 inwoners. Seongnam is een voorstad van Seoel en aangelegd tijdens het presidentschap van Park Chung-hee.
Steden:
Ansan · Anseong · Anyang · Bucheon · Dongducheon · Gimpo · Goyang · Gunpo · Guri · Gwacheon · Gwangju · Gwangmyeong · Hanam · Hwaseong · Icheon · Namyangju · Osan · Paju · Pocheon · Pyeongtaek · Seongnam · Siheung · Suwon (hoofdstad) · Uijeongbu · Uiwang · Yangju · Yeoju · Yongin
Districten:
Gapyeong · Yangpyeong · Yeoncheon